# Acantopsis dialuzona
Cá bống cát hay cá chìa vôi, cá khoai sông (Danh pháp khoa học: Acantopsis dialuzona) là tên của một loài cá chạch có nguồn gốc từ các dòng suối và sông trong, sạch sẽ ở vùng lục địa và quần đảo của Đông Nam Á. Từ Ấn Độ đến Indonesia ở các lưu vực sông Chao Phraya và sông Mekong. Nó cũng có thể được tìm thấy trong các khu vực bị ngập nước.
Kích thước mà chúng có thể đạt tối đa là 30 cm (12 in), nhưng từ khi nó đạt kích thước là 6 cm (2,4 in) thì nó đã trưởng thành. Tính đến năm 1997, loài cá này không còn được phối giống nhân tạo trong điều kiện nuôi nhốt. Edmund Riechers là người đầu tiên nhập khẩu loài cá này vào châu Âu tại Hamburg, Đức.
Liên minh Bảo tồn Thiên nhiên Quốc gia đã đánh giá tình trạng bảo tồn của loài cá này là ít được quan tâm.

## Đặc điểm

### Cơ thể
Thân dài, dẹp bên, phần trước hẹp hơn phần sau, đầu nhỏ, dẹp bên, chiều dài lớn hơn chiều cao, mõm dài, thon nhọn, mút mõm có đôi râu ngắn, miệng dưới rõ rệt, nhỏ, rạch miệng ngắn, mép ngoài của môi có tua thịt, có 3 đôi râu, 1 đôi râu mõm, 1 đôi râu hàm trên và 1 đôi râu ở gốc miệng, mắt nhỏ, ở sát đỉnh đầu, khoảng cách 2 mắt hẹp và phẳng, giữa mắt và mũi có 1 gai nhọn. 

### Vây
Vây lưng ngắn, khởi điểm nằm trước khởi điểm vây bụng, vây ngực nằm lệch xuống mặt bụng của thân, tia đơn không hóa xương, vây bụng, vây hậu môn nhỏ, vây đuôi phân thùy sâu. Vẩy nhỏ li ti, vẩy phủ khắp thân và đầu, đường bên hoàn toàn, lưng và thân màu xám hoặc vàng nâu, bụng trắng nhạt, có khoảng 15-18 sọc nâu từ vây lưng xuống đường giữa thân, dọc đường giữa thân có 1 sọc đen đậm từ lỗ mang đến gốc vây đuôi, trên sọc có khoảng 10 đốm đen nhỏ, các vây màu nâu nhạt, trên vây lưng, vây đuôi có nhiều chấm đen.

## Trong bể cá

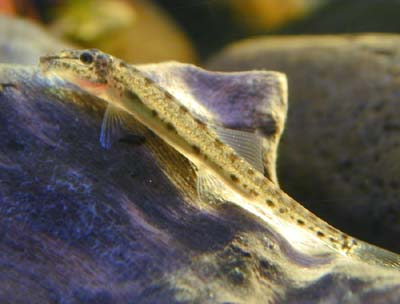
Acantopsis dialuzona trong bể cá

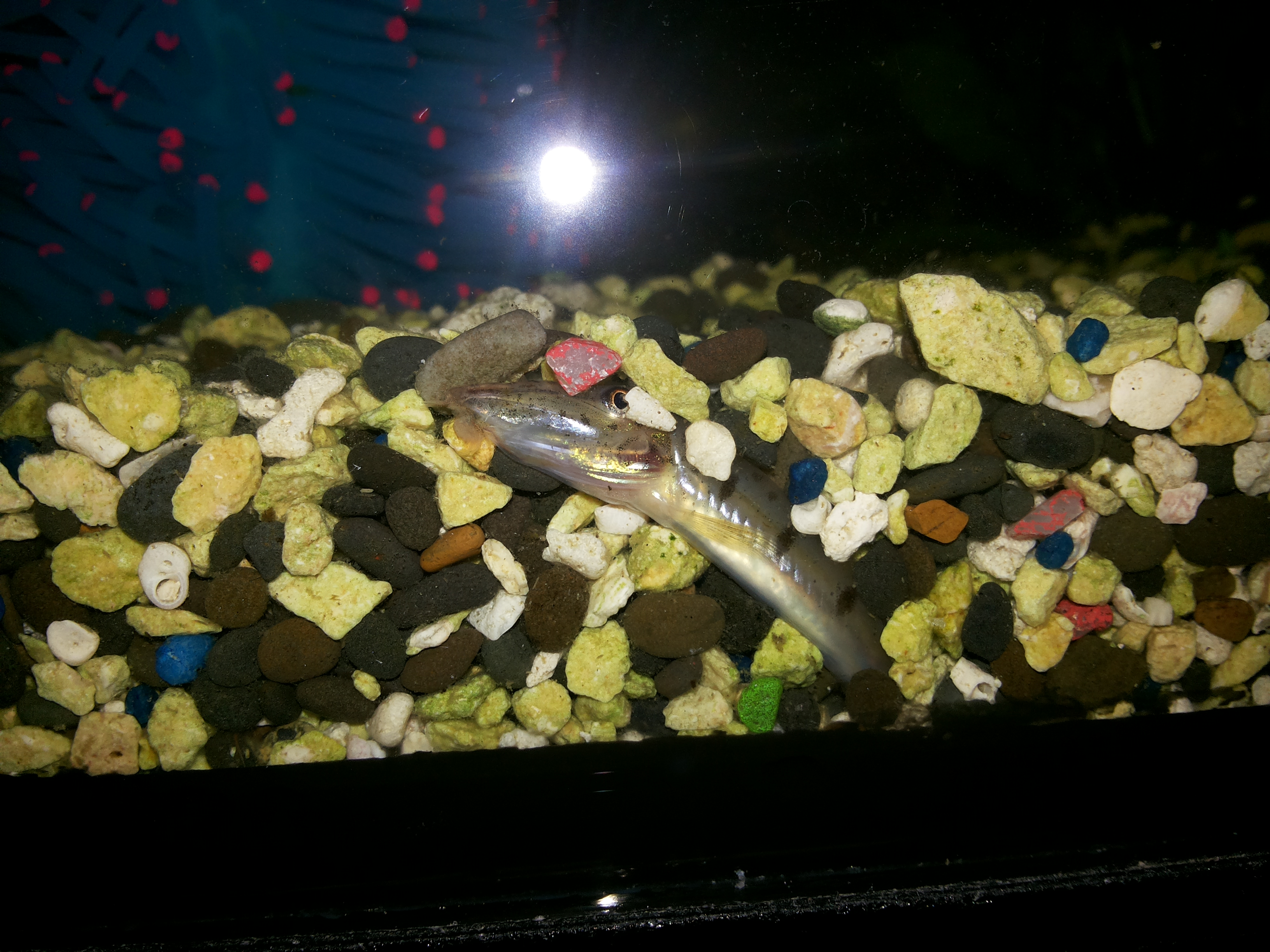
Và chúng khi ở dưới chất nền

Trong tự nhiên, chúng sống ở các vùng có chất nền ở đáy là cát, sỏi và nó sẽ chui xuống dưới lớp chất nền đó. Toàn bộ cơ thể của chúng chui xuống lớp chất nền, chỉ chừa lại đôi mắt. Do nó liên tục đào bới, bất kì loài cây thủy sinh nào mọc trên nền đều phải trồng trong chậu để tránh bị bật gốc. Ngoài ra, ta nên để cây thủy sinh nổi lên trên mặt nước vì chúng thích ánh sáng dịu. Chúng không kén ăn nhưng thức ăn của nó phải là thức ăn sống.
Chúng hoạt động chủ yếu về đêm.

## Tên gọi khác
Ngoài ra, nó còn có vài tên địa phương là:
Tên tiếng Lào: ອິດ Phát âm:[ít]
Tên tiếng Thái: ปลารากกล้วย Phát âm:[plaː ˈrâːk klûəj].